# José Hendrickx
José Felix Victor Alphonse Hendrickx (Zoutleeuw, 1 juni 1915 - Leuven, 19 november 1981) was een Belgisch senator.

## Levensloop
Hendrickx promoveerde tot doctor in de rechten en licentiaat in het notariaat en werd notaris in Beringen.
Hij werd gemeenteraadslid in Beringen en in 1971 werd hij gecoöpteerd senator voor de PVV. In 1974 werd hij in de Senaat provinciaal senator voor Limburg en vervulde dit mandaat tot in 1977. In de periode december 1971-april 1977 had hij als gevolg van het toen bestaande dubbelmandaat ook zitting in de Cultuurraad voor de Nederlandse Cultuurgemeenschap, die op 7 december 1971 werd geïnstalleerd en de verre voorloper is van het Vlaams Parlement.